# Michal Vabroušek
Michal Vabroušek (Praga, Checoslovaquia, 21 de mayo de 1975) es un deportista checo que compitió en remo. Ganó cuatro medallas en el Campeonato Mundial de Remo entre los años 1998 y 2001, en la prueba de scull individual ligero.

## Palmarés internacional
| Campeonato Mundial | Campeonato Mundial      | Campeonato Mundial | Campeonato Mundial      |
| Año                | Lugar                   | Medalla            | Prueba                  |
| ------------------ | ----------------------- | ------------------ | ----------------------- |
| 1998               | Colonia (Alemania)      | Medalla de plata   | Scull individual ligero |
| 1999               | St. Catharines (Canadá) | Medalla de plata   | Scull individual ligero |
| 2000               | Zagreb (Croacia)        | Medalla de oro     | Scull individual ligero |
| 2001               | Lucerna (Suiza)         | Medalla de bronce  | Scull individual ligero |